# Muzeum Miejskie w Żywcu

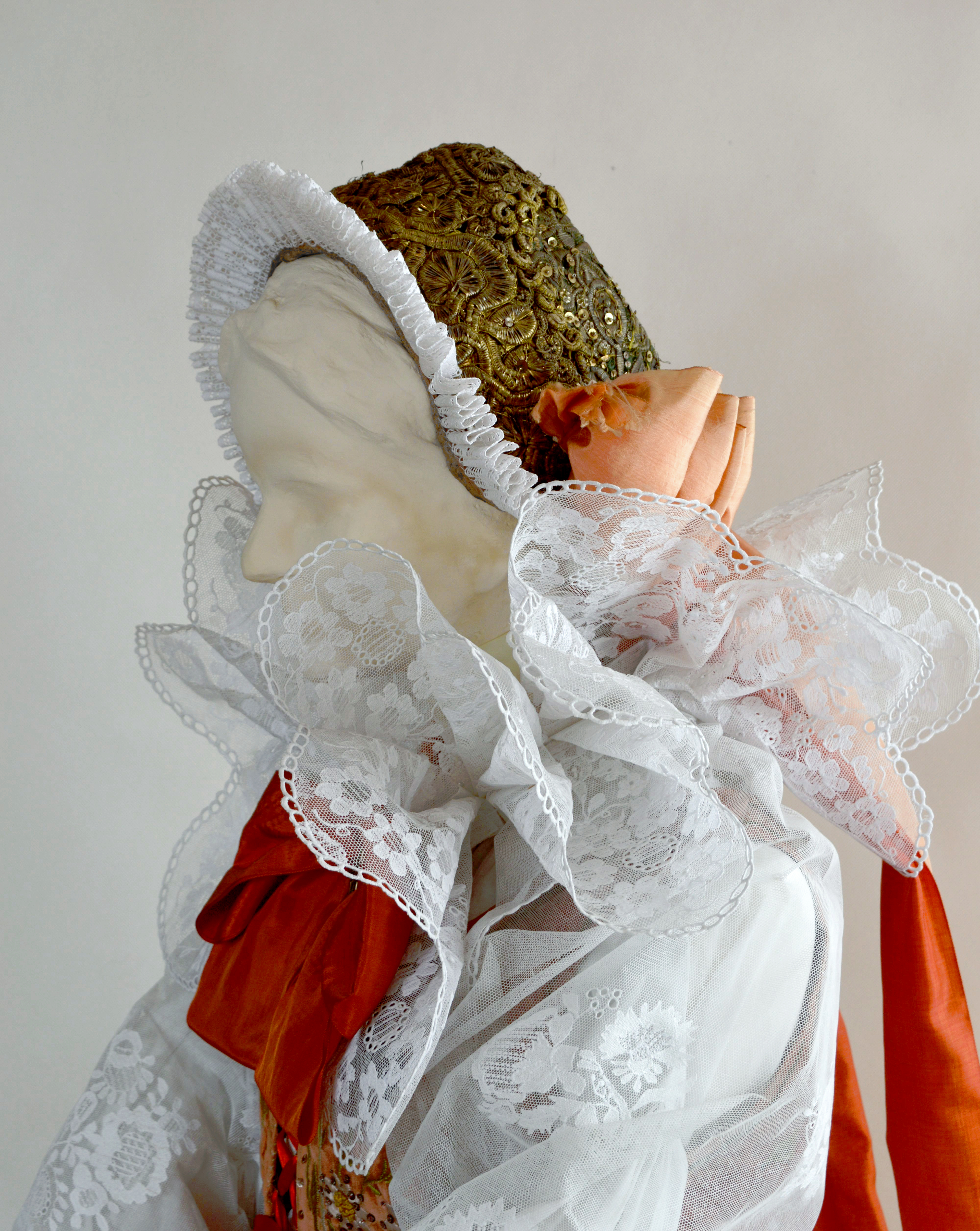
Strój mieszczański żywiecki, kobiecy – zbiory Muzeum Miejskiego w Żywcu

Muzeum Miejskie w Żywcu – muzeum położone w Żywcu. Placówka mieści się w gmachu Starego Zamku.

## Historia
Idea powstania muzeum w Żywcu sięga lat 20. XX wieku. Jego zaczątkiem była kolekcja, gromadzona od 1925 r. przez uczennice Koła Krajoznawczego, działającego w Państwowym Seminarium Nauczycielskim Żeńskim pod kierunkiem dyrektora szkoły, Tadeusza Charlewskiego. Otwarcie pierwszej wystawy, która mieściła się w budynku Seminarium przy ul. Zielonej 2, miało miejsce w 1934 roku. Obejmowała ona ponad 300 eksponatów z Żywiecczyzny: strój, sztukę ludową przedmioty użytku domowego itp. Oprócz zbiorów etnograficznych i przyrodniczych, eksponowano także egzemplarz Dziejopisu Żywieckiego Andrzeja Komonieckiego.
W 1936 roku Gimnazjum zostało zlikwidowane, a kolekcję przekazano Sekcji Miłośników Żywiecczyzny przy żywieckim kole Towarzystwa Szkoły Ludowej. Powołało ono do życia Muzeum Ziemi Żywieckiej. Mieściło się ono początkowo w gmachu Seminarium, a w 1938 roku zostało przeniesione do kamienicy przy Rynku 1. Do muzeum wtedy trafiły eksponaty, pochodzące z wykopalisk archeologicznych na górze Grojec, prowadzonych w latach 1937–1938.
Podczas II wojny światowej zbiory muzeum przejęli Niemcy. W 1941 roku wywieźli oni najcenniejsze eksponaty sakralne; ucierpiały też inne zbiory.
Reaktywacja placówki nastąpiła w kwietniu 1945 roku. Jego pierwszym powojennym dyrektorem został artysta malarz Jan Studencki. W 1946 roku zbiory przeniesiono do Starego Zamku. Wówczas też nadzór nad muzeum objęło Muzeum Narodowe w Krakowie. Na potrzeby muzeum przeznaczono gmach przy ul. Kościuszki 5 (tzw. Siejbę), do którego placówka przeniosła się w 1960 roku, po uprzednim remoncie. Muzeum mieściło się tam do 2005 roku. Od 1990 roku organem założycielskim placówki jest miasto Żywiec. W 1992 r. otwarto wystawę „Sztuka Sakralna Żywiecczyzny” w Starym Zamku, a potem także wystawę „Historia i tradycja miasta Żywca”. W Siejbie zwiedzać można było nadal wystawę etnograficzną i przyrodniczą. W roku 2005 muzeum otrzymało nową siedzibę – Stary Zamek.

## Dyrektorzy i dyrektorki
Dyrektorem muzeum w latach 1936–1939 był polonista Michał Jeziorski. W 1972 roku kierownikiem, następnie dyrektorem została etnograf Magdalena Meres. W latach 1991–1995 dyrektorem muzeum był slawista Jan Gołąb. W latach 1996–1999 funkcję dyrektora pełnili: etnograf Barbara Rosiek, archeolog Wojciech Błasiak oraz historyk Krystyna Kolstrung-Grajny. W roku 1999 dyrektorem została historyk Anna Tuleja. W tym samym roku placówka przyjęła nazwę Muzeum Miejskie w Żywcu.

## Działy i zbiory
W Muzeum znajdują się następujące działy:
- Dział Historii i Sztuki

W kolekcji znajdują się m.in.: stroje mieszczańskie żywieckie, przywileje miejskie, dokumenty rękopiśmienne dziejów miasta i regionu, przykłady malarstwa cechowego z przełomu XIX/XX wieku, jak również cenne przykłady sztuki gotyckiej i zabytkowych mebli.
- Dział Etnografii

Kolekcja obejmuje przykłady: kultury tradycyjnej górali żywieckich (stroje świąteczne i codzienne oraz obrzędowe, np. kolędników), sztuki ludowej (obrazy, rzeźba, zabawki), sprzętów gospodarskich itp. W zbiorach są też instrumenty ludowe oraz plastyka obrzędowa.
- Dział Przyrody

Zbiory obejmują przykłady fauny i flory beskidzkiej oraz kolekcję szczątków zwierząt kopalnych.
- Dział Archeologii

Zbiory prezentują materiał z przedwojennych prac archeologicznych, z wykopalisk z lat 80. XX wieku i in.
Pozostałe działy: Dział Inwentaryzacji Zbiorów, Dział Ochrony i Konserwacji Zbiorów, Dział Naukowo-Oświatowy, Biblioteka, Dział Administracyjno-Księgowy
Placówka jest obiektem całorocznym, czynnym codziennie z wyjątkiem poniedziałków. Wstęp do muzeum jest płatny.

## Park Miniatur
W 2012 roku na parterze Nowego Zamku oraz w jego sąsiedztwie utworzono park tematyczny Od Komorowskich do Habsburgów. Na jego terenie eksponowane są miniatury 23 budowli wybudowanych przez właścicieli Żywca w okresie od XV wieku XV wieku do czasów II wojny światowej. Do parku zaprasza pomnik księżnej Alicji Habsburg.

## Galeria

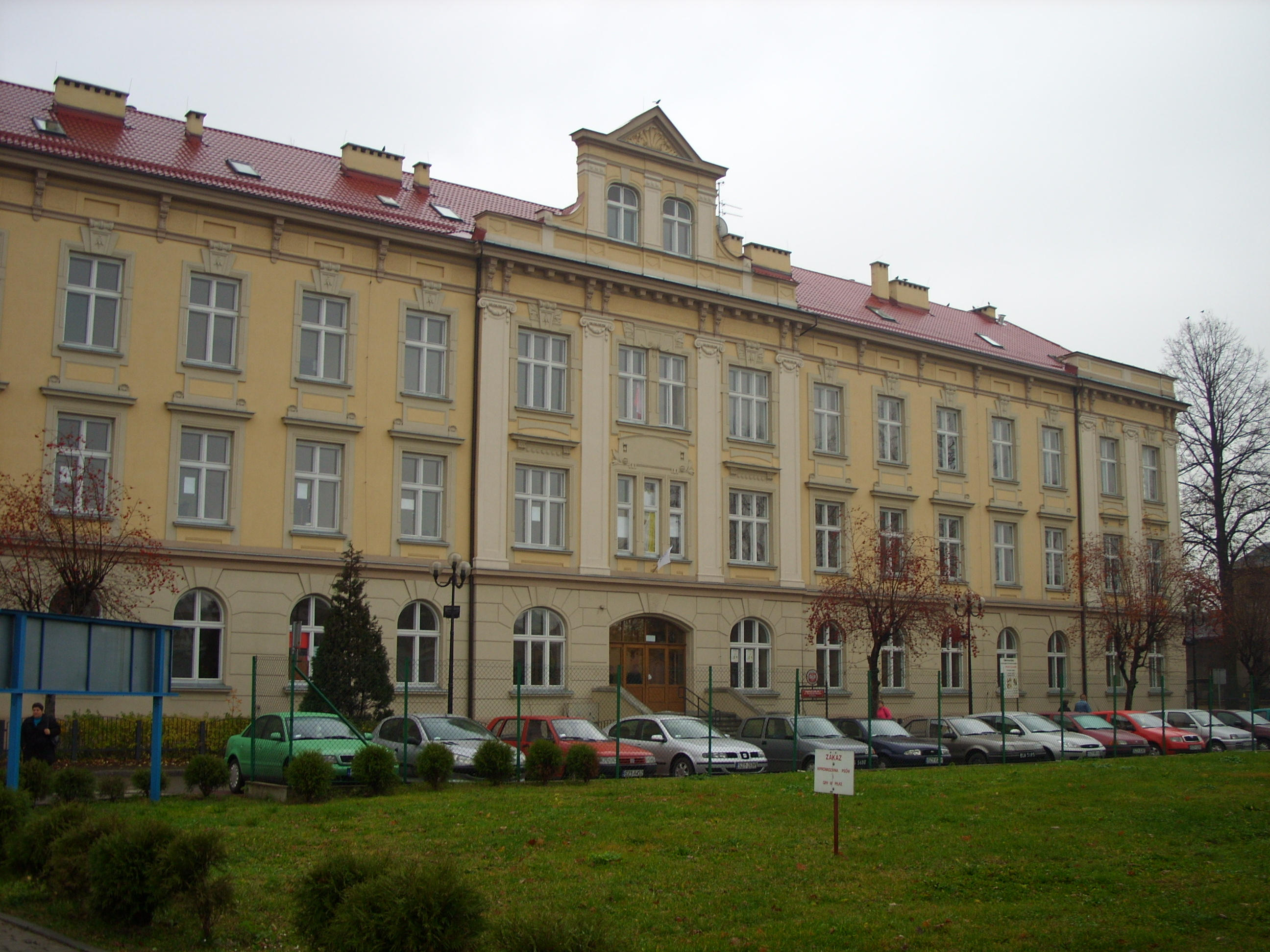
Gimnazjum nr 2 w Żywcu – pierwsza siedziba muzeum
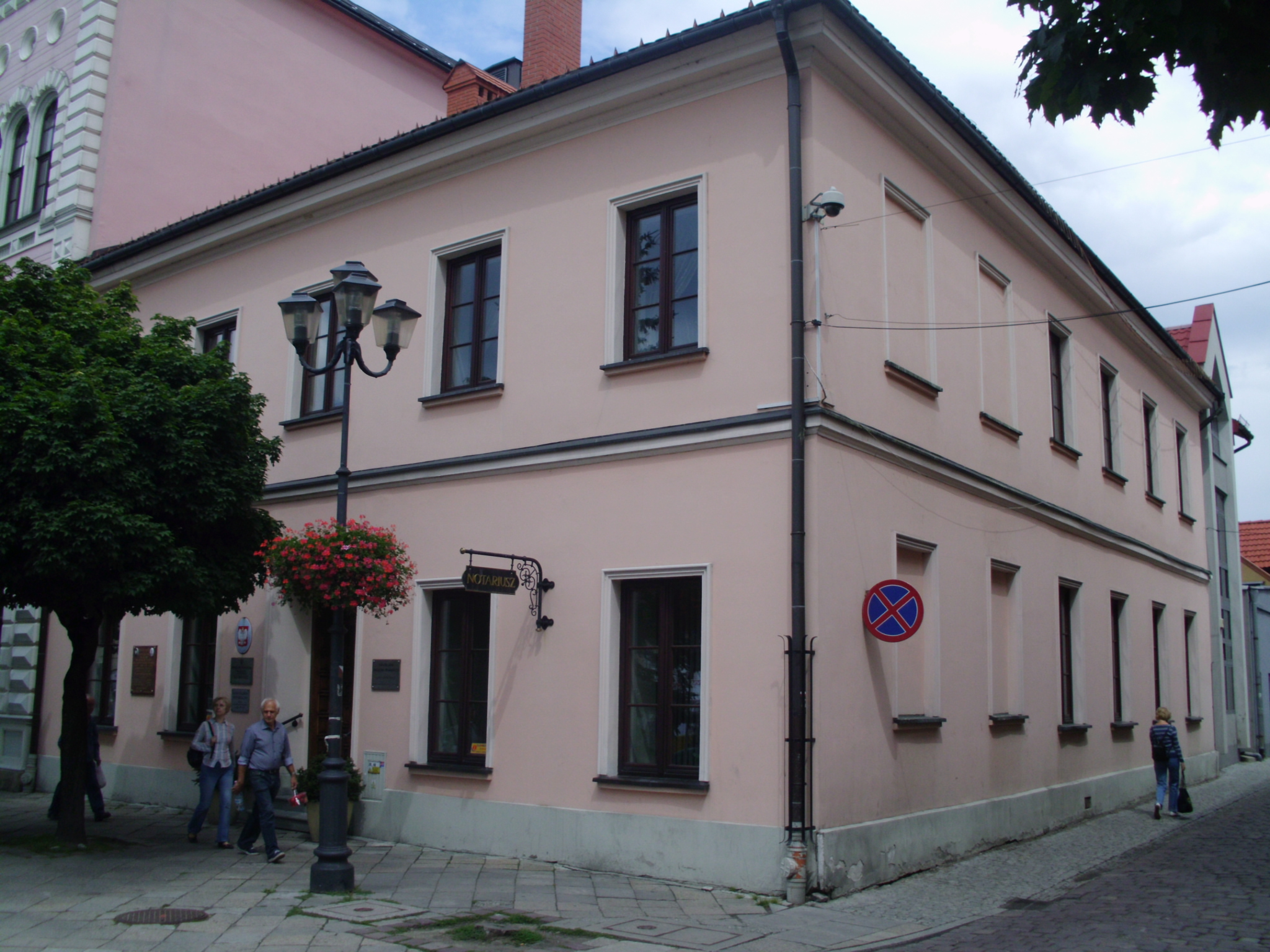
Rynek 1 – siedziba muzeum do 1946 roku
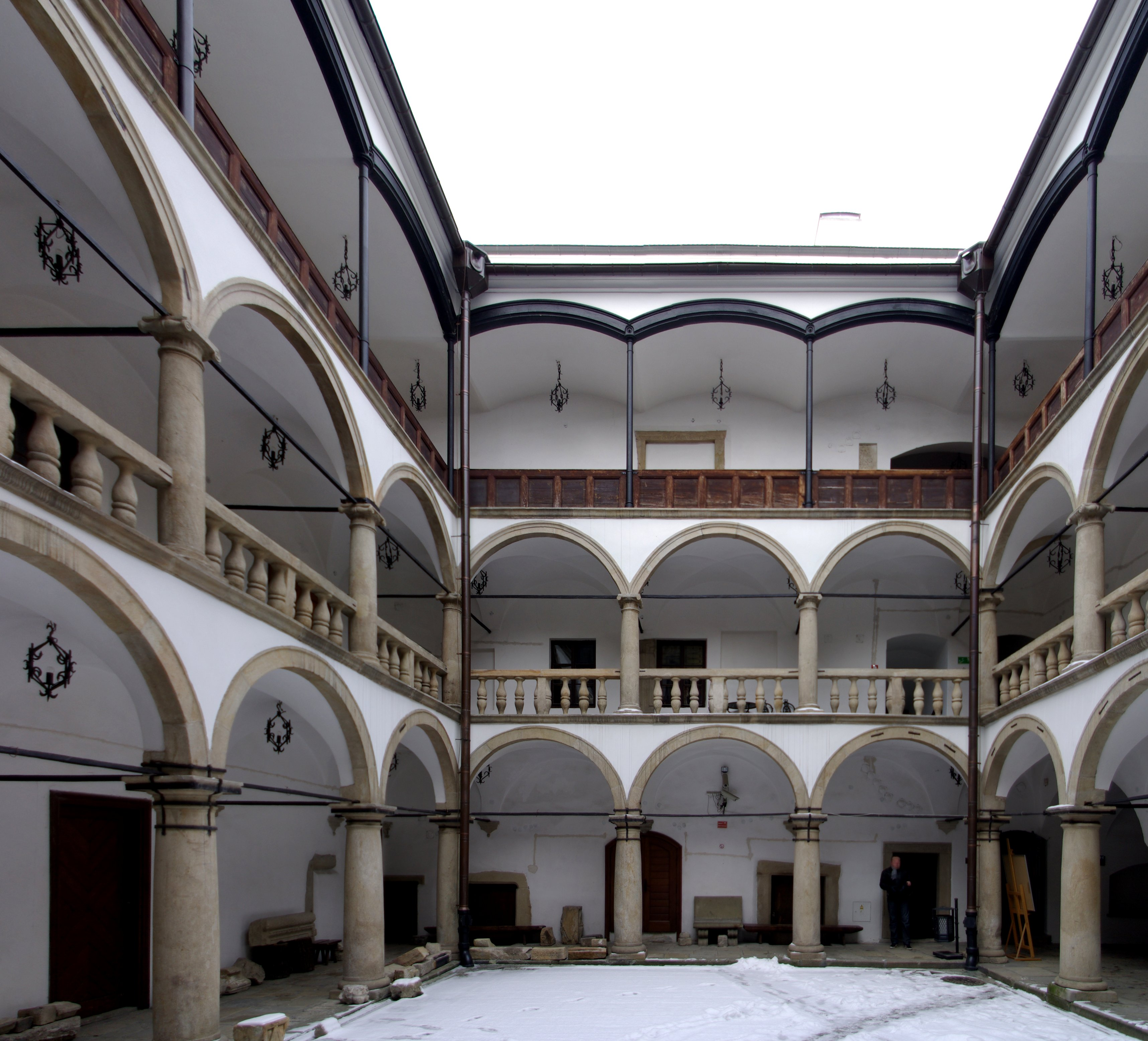
Dziedziniec Starego Zamku – siedziby muzeum w latach 1946–1960 oraz obecnie
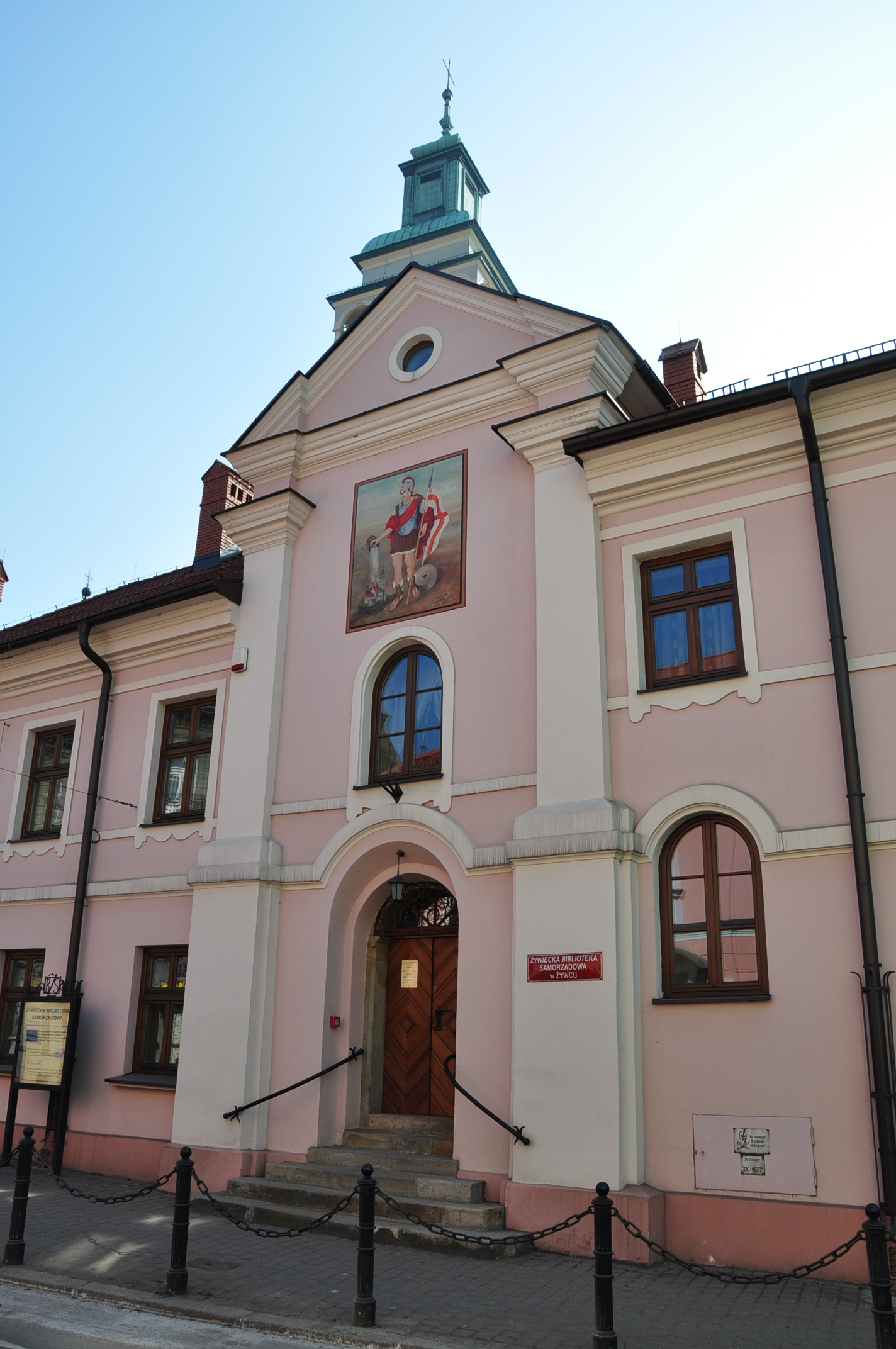
ul. Kościuszki 5 – siedziba muzeum w latach 1960–2005
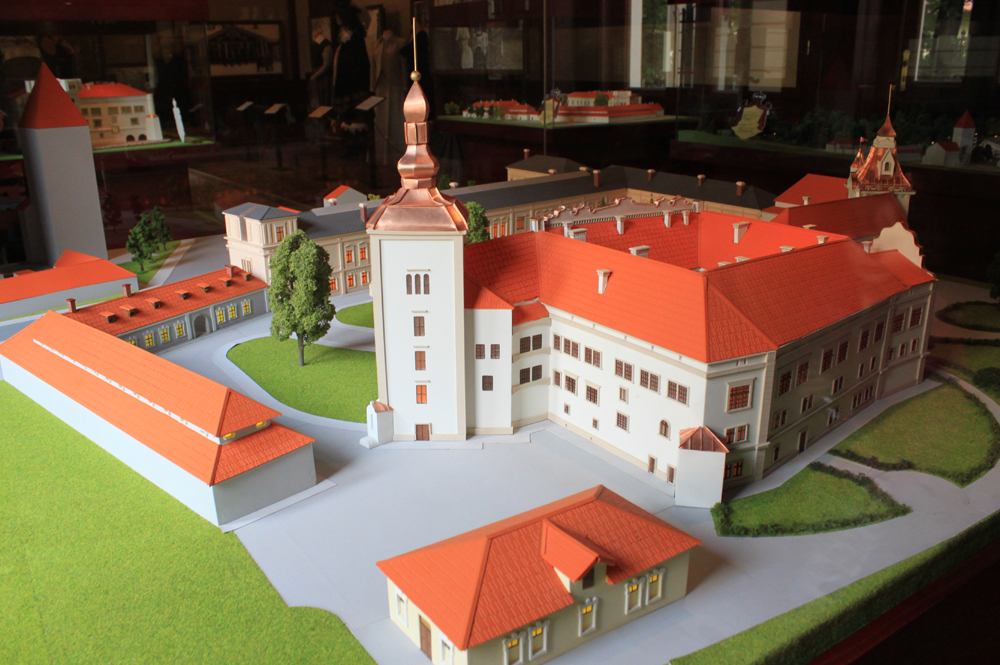
Park Miniatur
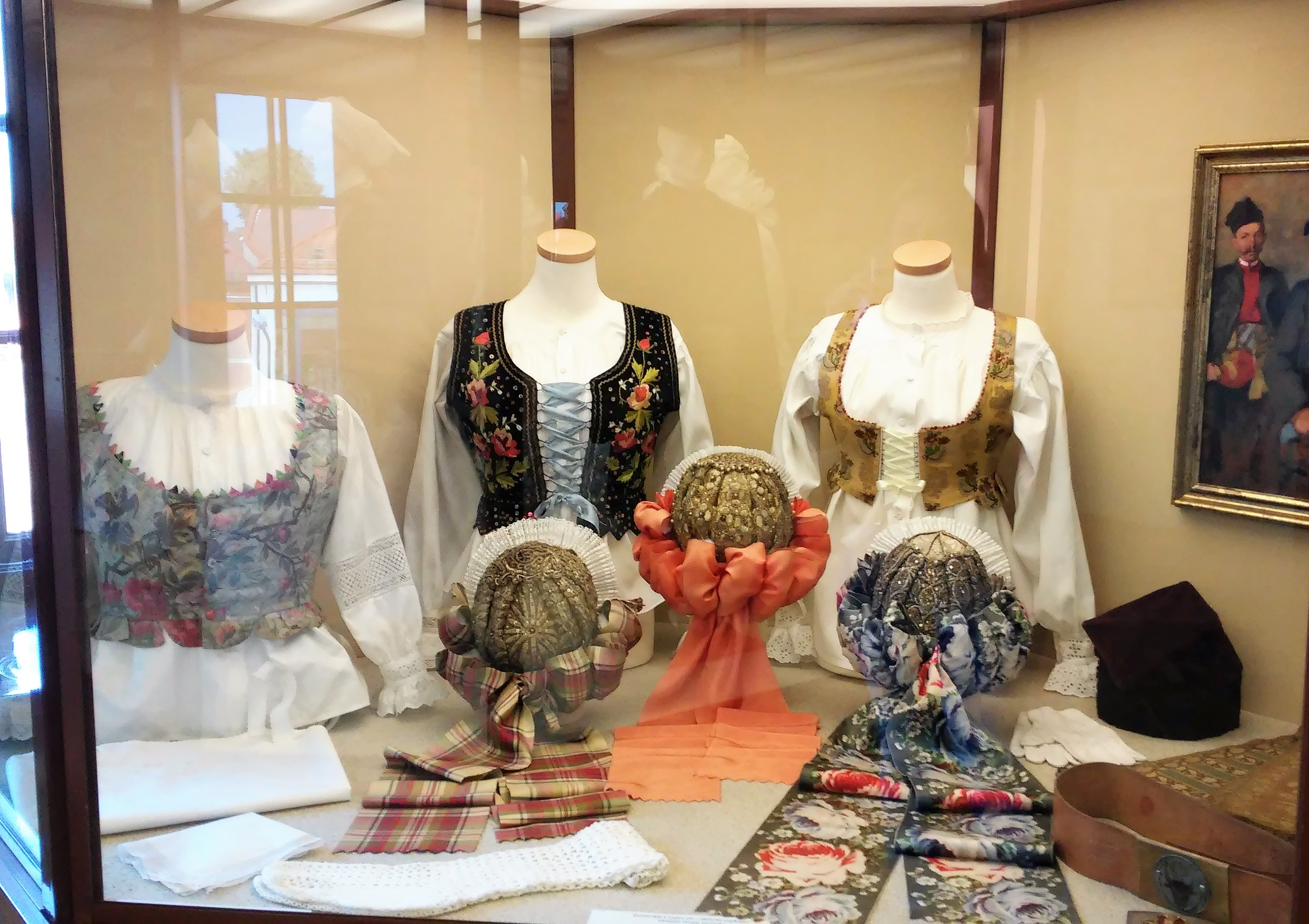
Elementy stroju mieszczańskiego żywieckiego – wystawa stała, Muzeum Miejskie w Żywcu.
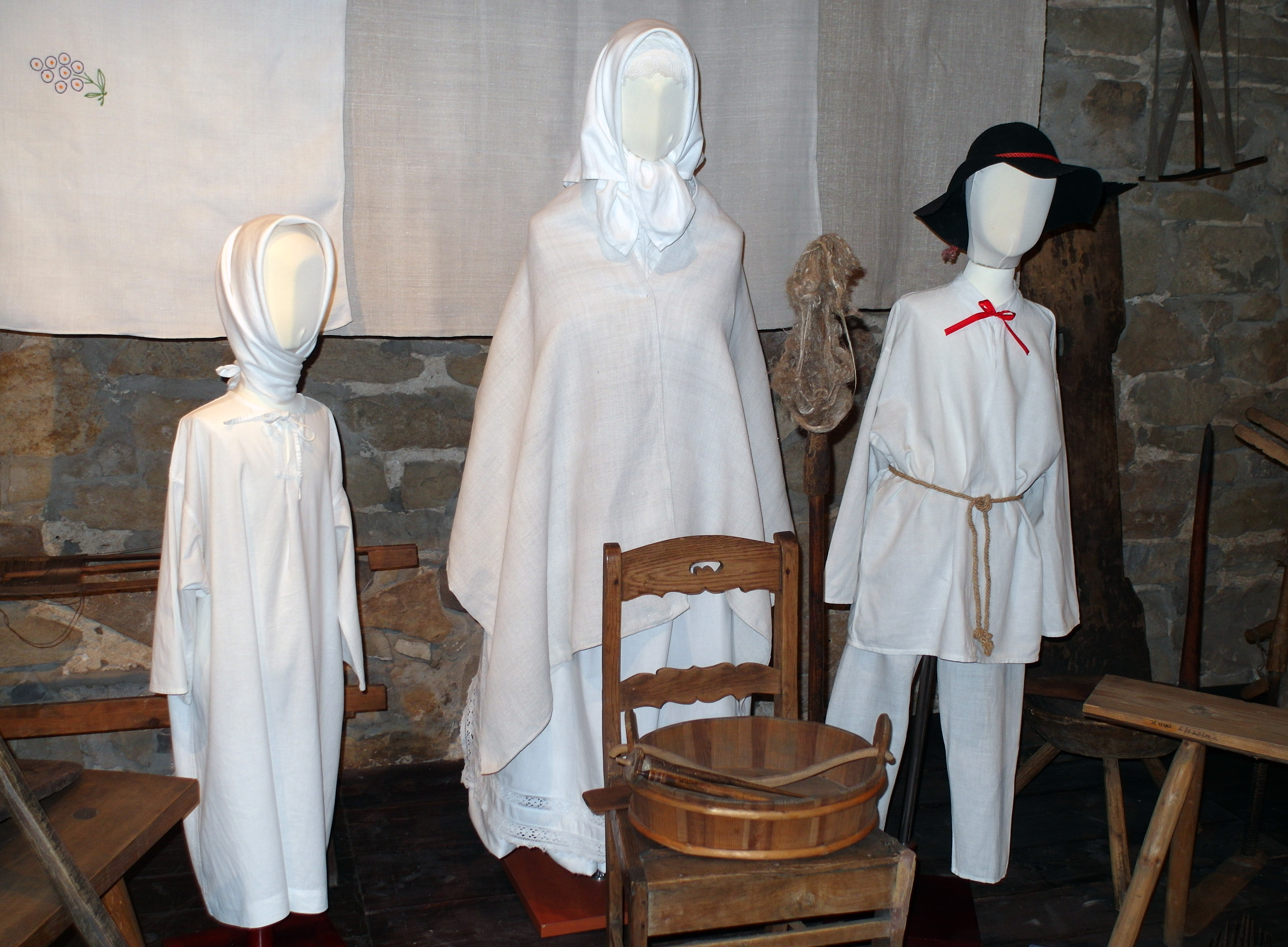
Górale żywieccy – ekspozycja etnograficzna w Muzeum Miejskim w Żywcu
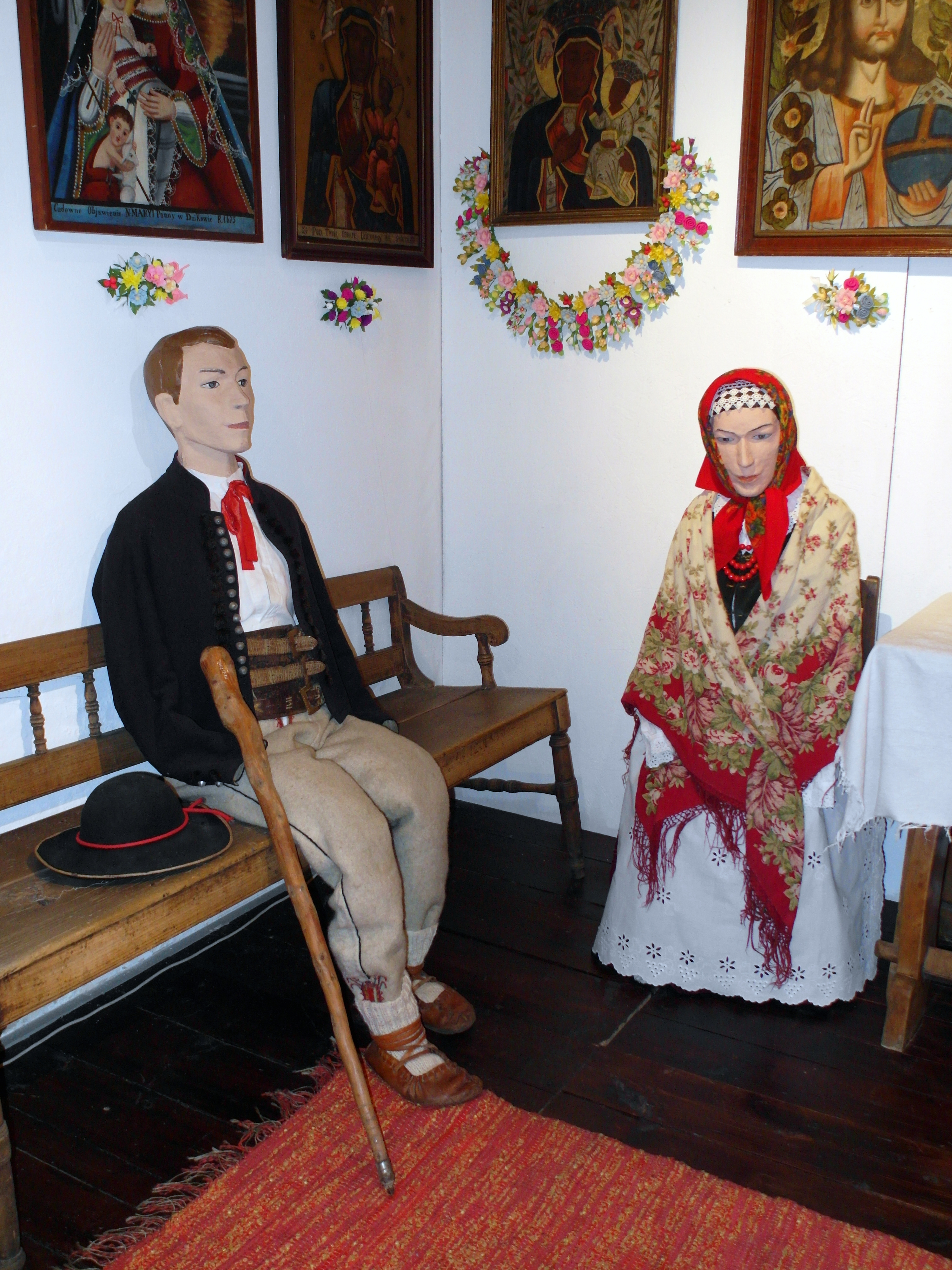
Fragment wystawy etnograficznej – oddział Muzeum Miejskiego w Żywcu
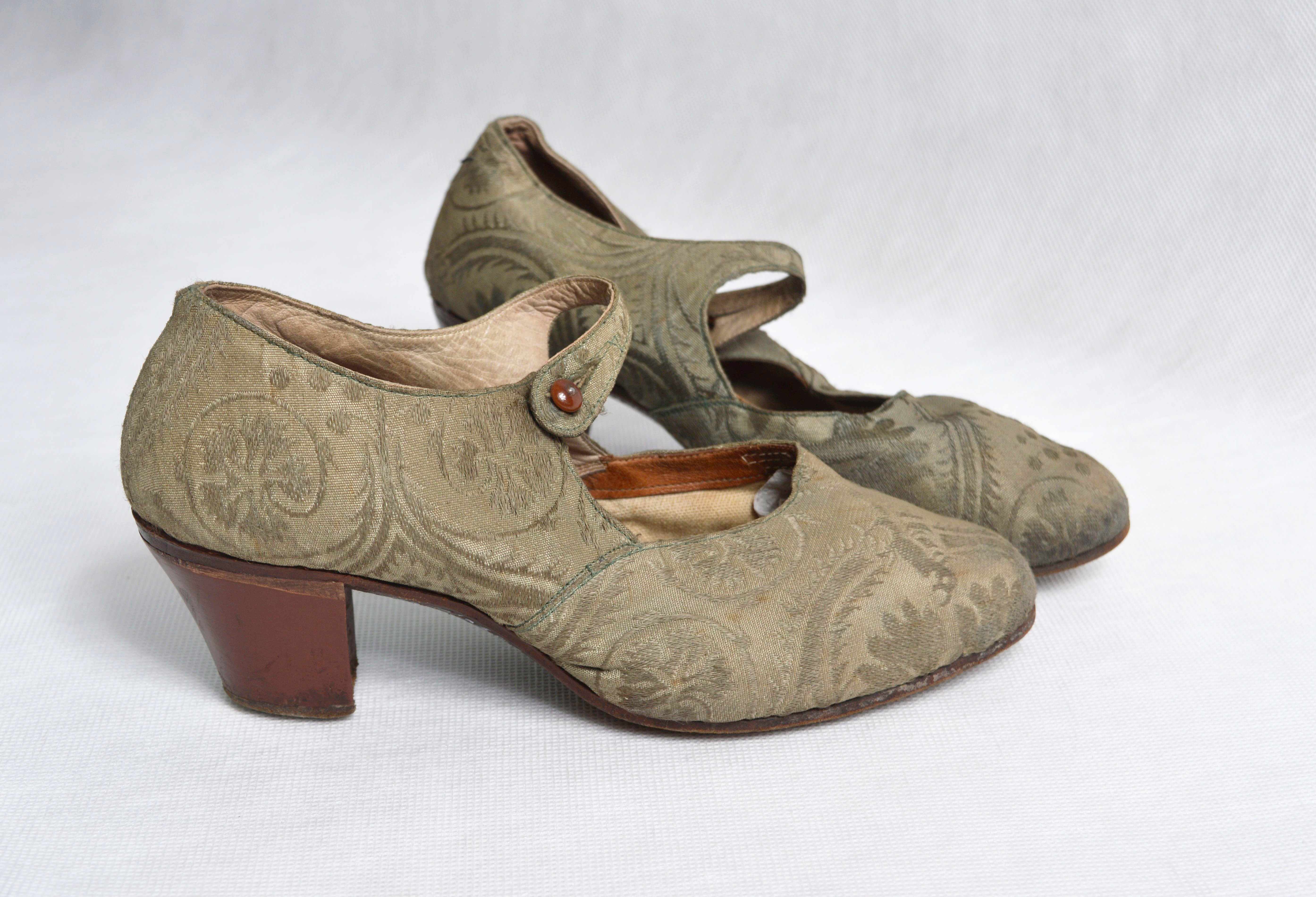
Obuwie kobiece – element stroju mieszczańskiego żywieckiego, ze zbiorów Muzeum Miejskiego w Żywcu.
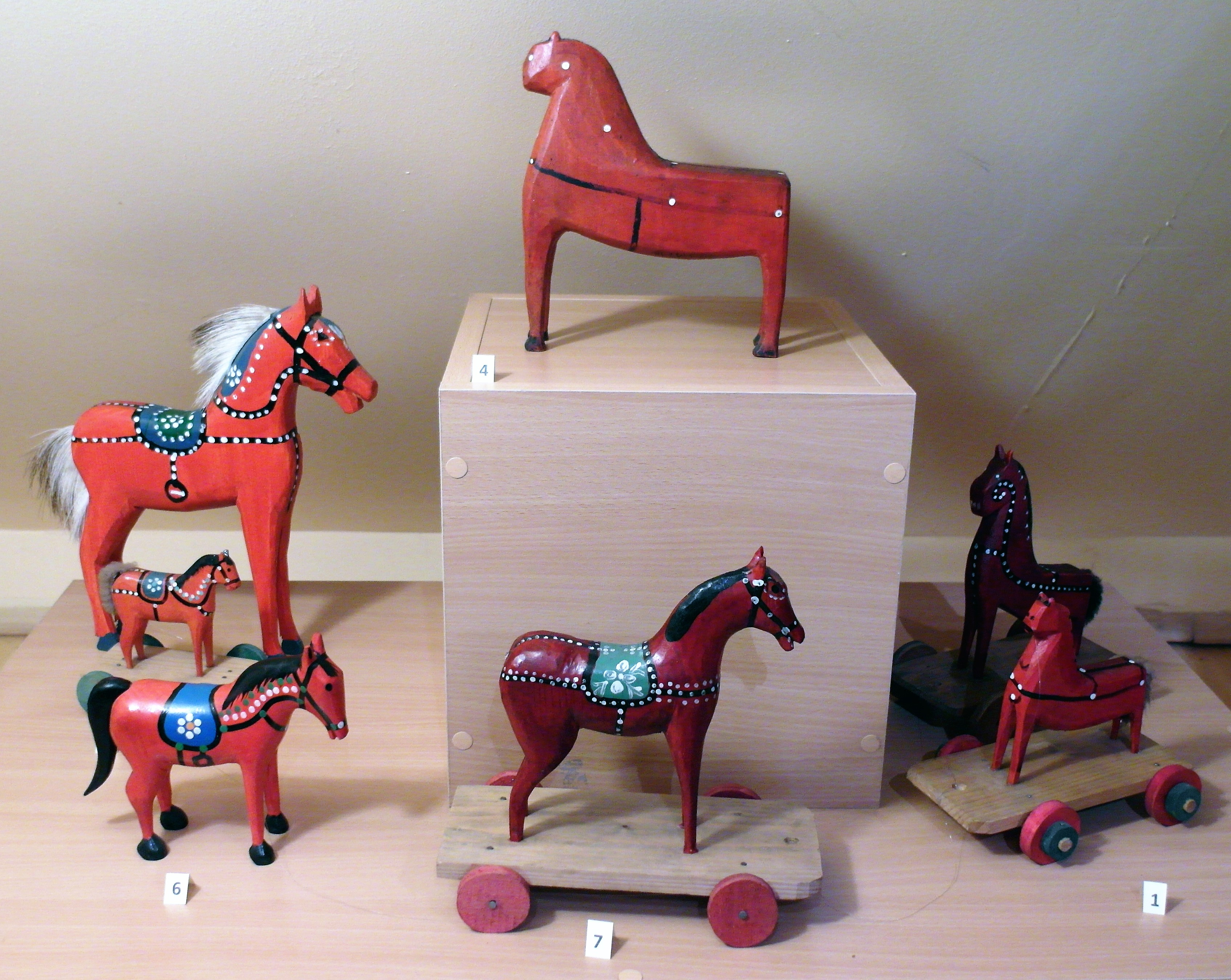
Zabawki na ekspozycji etnograficznej – Muzeum Miejskie w Żywcu
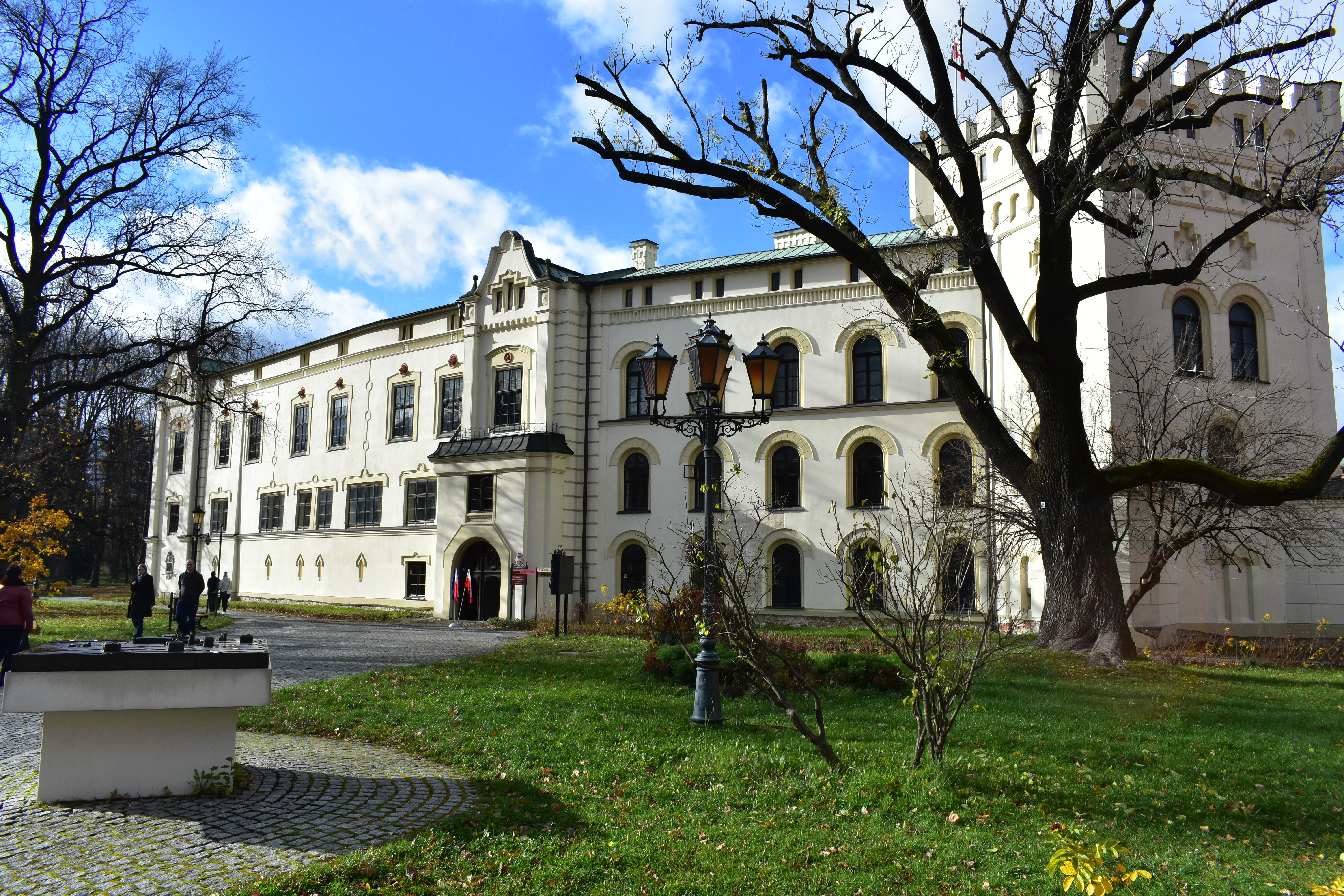
Stary Zamek w Dniu Niepodległości 2017